# Джурмій Леонід Михайлович
Леоні́д Миха́йлович Джурмі́й (* 31 січня 1941, Житомир, Українська РСР, СРСР — † 2001,  Харків, Україна) — український кларнетист, диригент. Заслужений артист УРСР (1983).

## Життєпис
Народився 31 січня 1941 в Житомирі.
Після закінчення семирічної школи вступив до Житомирского ПТУ, згодом склав іспити до Житомирського музичного училища імені Віктора Косенка, де навчається на кларнеті в класі відомого педагога, військового диригента  Йосипа Антоновича Древецького, а потім у класі Івана Максимовича Мостового, який мав великий вплив і авторитет серед колег та студентів музучилища. За роки своєї педагогічної праці він підготовив та випустив у велике музичне життя багато відомих музикантів. 
У 1959 вступив до Одеської консерваторії. Навчається в класі К. Э. Мюльберга. На 4 курсі консерваторії проходило прослуховування на Всесоюзний конкурс духових інструментів і до Одеси приїхав із Харкова послухати духовиків головний диригент Харківського оперного театру Євген Дущенко. Після прослуховування він запропонував Леоніду Джурмію працю в симфонічному оркестрі Харківської опери. П'ятий курс консерваторії він працював у Харкові. З 1963 розпочався Харківський період його творчого життя.
Як з часом згадував народний артист України, професор Євген Дущенко про Леоніда Джурмія: Я з першого погляду розпізнав особистість. Але коли почув як молодий виконавець грає, то подумав що про Харківський оперний театр буде великий внесок, коли я йому запропоную працю в оркестрі. І як потім показав час, я не помилився.
Професор Мюльберг у своїй книзі дає об'єктивну характеристику своїм учням. Про Леоніда Джурмія пише: Леонід Джурмій до занять підходив осмислено, грав вдумливо і культивував м'який густий звук. Його техніка відрізнялась благородством і змістовністю. Приваблював слухача звуковим і тембровим достоїнством кларнета. Він навмисно здержував свободу пасажів. Особливо він вигравав у тембрі звуку кларнета при виконанні Концерта А -Dur В. А. Моцарта". Далі: "Вельми успішні були його заняття диригуванням. Займався він диригуванням у класі доцента Віри Петрівни Базилевич. В одному газетному інтерв'ю, на запитання, як він став диригентом сказав: "Стати диригентом допомогла мені нагода. Зривався балетний спектакль — не було диригента. В театрі знали, що я мрію стати диригентом, вивчав факультативно цей клас в консерваторії. Перша спроба пройшла досить вдало, у всякому разі балет я не підвів. Не даром говорять, що необхідність приходить до нас в одязі випадковості. Якби не цей випадок, були б мабуть і інші спроби. Але диригентом я б все одно став, в цьому я переконаний".
За роки праці в симфонічному оркестрі Харківського оперного театру на посаді соліста оркестру і диригента, Леонід Джурмій мав можливість доторкнутись до світових перлин музичного надбання людства. Мав можливість виконувати і диригувати як твори зарубіжної класичної музики: Бізе, Чайковського, Римского-Корсакова, Шостаковича, А.Петрова так і українських сучасників В.Золотухіна, В.Губаренка, І.Ковача, Г.Цицалюка та багато інших. В наслідку творчої співпраці багато композиторів стали до кінця його днів друзями. Леонід Джурмій мав можливість працювати з видатними майстрами хореографії - Н. М. Дудинскою і К. М. Сергеєвим, М. Е. Лієпой і Г. М. Майоровим, диригував спектаклями за участю Н.Семизорової, Н.Павлової, В.Гордєєва, М. Лавровського, видатними оперними співаками Є.Мірошніченко, А.Солов яненко. Серед його творчих досягнень — ,,Баришня і хуліган» Д. Шостаковича, «Тисяча і одна ніч» Ф.Амірова, «Сеньйора із Валенсії» Ю.Саульського, «Прометей» Е. Аристакесяна, «Створення світу» А.Петрова. Ставлення Леоніда Джурмія до праці було безкомпромісне: він не знав, працю на пів силу. Був дуже самовідданий музичній творчості і працьовитий. З колективом оркестру неодноразово був на гастрольних турне в Німеччині. 

## Нагороди та звання
За творчі досягнення в області музичного виконавства Леонід Джурмій був удостоєний почесного звання: Заслужений артист Української РСР (1983).